# Osama Dyedi
Osama Dyedi –en árabe, أسامة جدي– (nacido el 3 de abril de 1995) es un deportista argelino que compite en judo. Ganó tres medallas en el Campeonato Africano de Judo entre los años 2014 y 2017.

## Palmarés internacional
| Campeonato Africano | Campeonato Africano       | Campeonato Africano | Campeonato Africano |
| Año                 | Lugar                     | Medalla             | Categoría           |
| ------------------- | ------------------------- | ------------------- | ------------------- |
| 2014                | Puerto Louis (Mauricio)   | Medalla de plata    | –73 kg              |
| 2015                | Libreville (Gabón)        | Medalla de plata    | –73 kg              |
| 2017                | Antananarivo (Madagascar) | Medalla de bronce   | –73 kg              |